# Karl-Erik Tempte
Karl-Erik Tempte, född 15 september 1913 i Skövde, död 16 april 1988 i Hjärnarp, var en svensk reklamkonsult, tecknare, målare, illustratör och typografisk formgivare.
Han var son till boktryckaren Carl Tempte och från 1951 gift med skådespelaren Harriet Hedenmo. Tempte studerade vid Tekniska skolan i Stockholm och för Alexander Bako. Han praktiserade därefter i ett sätteri och boktryckeri. Han arbetade därefter tid som affärsdekoratör innan han övergick till sin konstnärliga verksamhet. Han utförde ett stort antal bokomslag och illustrationer för böcker, tidskrifter och veckopressen i tusch- eller pennteckning. Under 1930-talet var han även anlitad som reportagetecknare för olika dagstidningar.